# Zwarte pest uit Bagdad
Zwarte pest uit Bagdad is een spionageroman van auteur Gérard de Villiers en het 131e deel uit de S.A.S.-reeks met als protagonist de Oostenrijkse prins en freelance CIA-agent Malko Linge.

## Het verhaal
In een Londen's mortuarium liggen zeven doden die allen werkten voor het Amerikaanse CIA-kantoor in het Verenigd Koninkrijk en nog eens zeventien anderen vechten voor hun leven in Londense ziekenhuizen. Geen van allen vertonen uiterlijke kenmerken van geweld.
Noch Scotland Yard of MI-6 geloven dat het een klassieke epidemie betreft omdat alle slachtoffers besmet zijn met de miltvuurbacterie en derhalve alle kenmerken van een terroristische aanslag vertoont. Uit onderzoek komt vast te staan dat het flessenwater in de Amerikaanse ambassade besmet was.
De CIA vermoedt de betrokkenheid van Saddam Hoessein en dat het miltvuur uit de Sovjet-Unie stamt.
Malko vertrekt samen met Alexandra naar Londen.
In de middeleeuwen heerste de pest in Europa maar ligt nu mogelijk de dreiging van een bacteriële oorlogvoering op de loer?

## Personages
- Malko Linge, een Oostenrijkse prins en CIA-agent;
- Alexandra Vogel, de eeuwige verloofde van Malko;
- Vladimir Sevtsjenko, een Oekraïense wapenhandelaar.

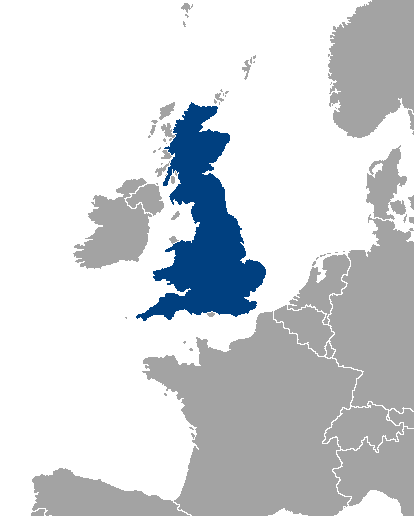
De ligging van het Verenigd Koninkrijk in Europa.